# Athaydeville
Athaydeville (originalmente denominado Centro da Barra) foi um projeto de construção de residências, lojas e escritórios na Barra da Tijuca, lançado em 1969, que resultou em um dos maiores escândalos imobiliários do Brasil. Depois de grandes atrasos nas obras, reduções drásticas nas dimensões do projeto e pendências judiciais, ergueram-se três torres residenciais; uma delas, apesar de vendida a centenas de adquirentes, ainda aguarda ocupação.

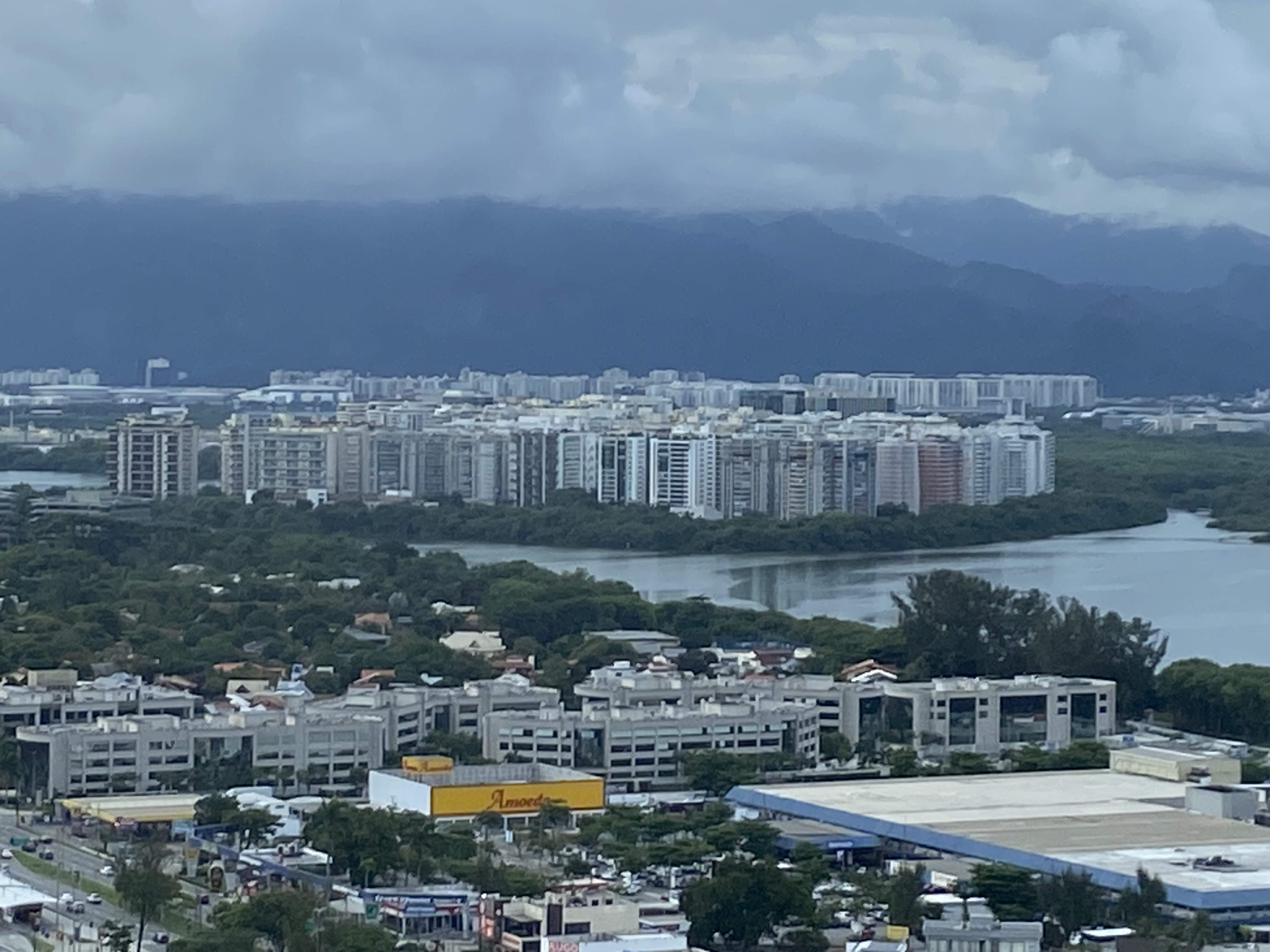
Península vista da Torre Abraham Lincoln, futura Niemeyer 360

## O projeto
No fim da década de 1960, na sequência do lançamento do Plano Piloto da Barra da Tijuca, a Desenvolvimento Engenharia (empresa de Múcio Athayde) lançou o Centro da Barra, com projeto urbanístico de Lúcio Costa, na região então pouco explorada. Segundo o projeto oferecido pela Desenvolvimento, seriam construídas 76 torres residenciais cilíndricas de 36 andares, projetadas por Oscar Niemeyer, combinadas com áreas de comércio, lazer e serviços. O cronograma original previa a inauguração das primeiras unidades em 1974, e todas as obras estariam concluídas em 1980
No entanto, desde o começo várias falhas comprometeram o Centro da Barra. Sem conseguir apoio do governo da Guanabara para o cumprimento dos gabaritos do Plano Piloto, Lúcio Costa se desligou do projeto, e o tamanho reduzido dos apartamentos em forma de "fatia de pizza" desagradou muitos interessados. As obras da Torre H, iniciadas em 1970, foram paralisadas em 1972 por preocupações com a integridade da estrutura, sendo reiniciadas mais tarde.
Diante dos atrasos nas obras, os mutuários devolviam suas cotas à Desenvolvimento por preço abaixo do mercado; essas cotas eram revendidas a outros mutuários, sem que essas transações fossem registradas em cartório. Essa manobra, exacerbada pela elevada inflação do período, teria gerado grandes lucros à Desenvolvimento. Por sua vez, Múcio Athayde publicava matérias pagas em jornais para declarar-se vítima de um bloqueio econômico do governo, que lhe dificultava o acesso a financiamentos do BNH em condições favoráveis.

No centro, a Torre H ainda desocupada.
No canto esquerdo, a Torre A, habitada.

Renomeado Athaydeville no fim da década de 1970, o empreendimento foi reformulado e reduzido para quatro torres, mas continuou a controvérsia em torno da viabilidade do projeto. Em 1984, uma comissão especial de inquérito da Câmara Municipal do Rio de Janeiro chegou a recomendar à prefeitura que não renovasse licenças para construção de novas torres no Athaydeville diante de irregularidades no pagamento de impostos.
Das quatro torres, três foram completadas e duas entregues:
- Torre Abraham Lincoln (Torre H) (Avenida das Américas, 1245). Construção inciada em 1970[3], paralisada em 1984[6], sem conclusão e sem habite-se;
- Torre Ernest Hemingway (Avenida Sernambetiba, 3400). Construção entre 1973 e 1977[7], não concluída pela Desenvolvimento; transferida à Encol, que a inaugurou em 1994[8];
- Torre Charles de Gaulle (Torre A) (Avenida das Américas, 1245), construída entre 1974 e 1990 e entregue pela Desenvolvimento aos adquirentes[9].

Com 36 andares e 122,2 metros de altura, os três edifícios são até hoje as estruturas mais altas da Barra da Tijuca.
Apesar dos problemas, o empreendimento continuou sendo oferecido em constantes campanhas publicitárias até a década de 1990. Restou desocupado o esqueleto da Torre H, que teve 250 de seus 454 apartamentos vendidos. Por cerca de um mês, em 2004, o edifício vazio chegou a ser ocupado por habitantes de uma favela próxima. A crise da invasão acelerou o processo de falência da Desenvolvimento Engenharia, decretada em 2005. 190 apartamentos da Torre H foram levados a leilão em 2007, e a Associação de Adquirentes da Torre H decidiu completar as obras com recursos próprios. As obras seguem indefinidas e, caso não seja reformado e ocupado regularmente, o edifício corre o risco de ser implodido.

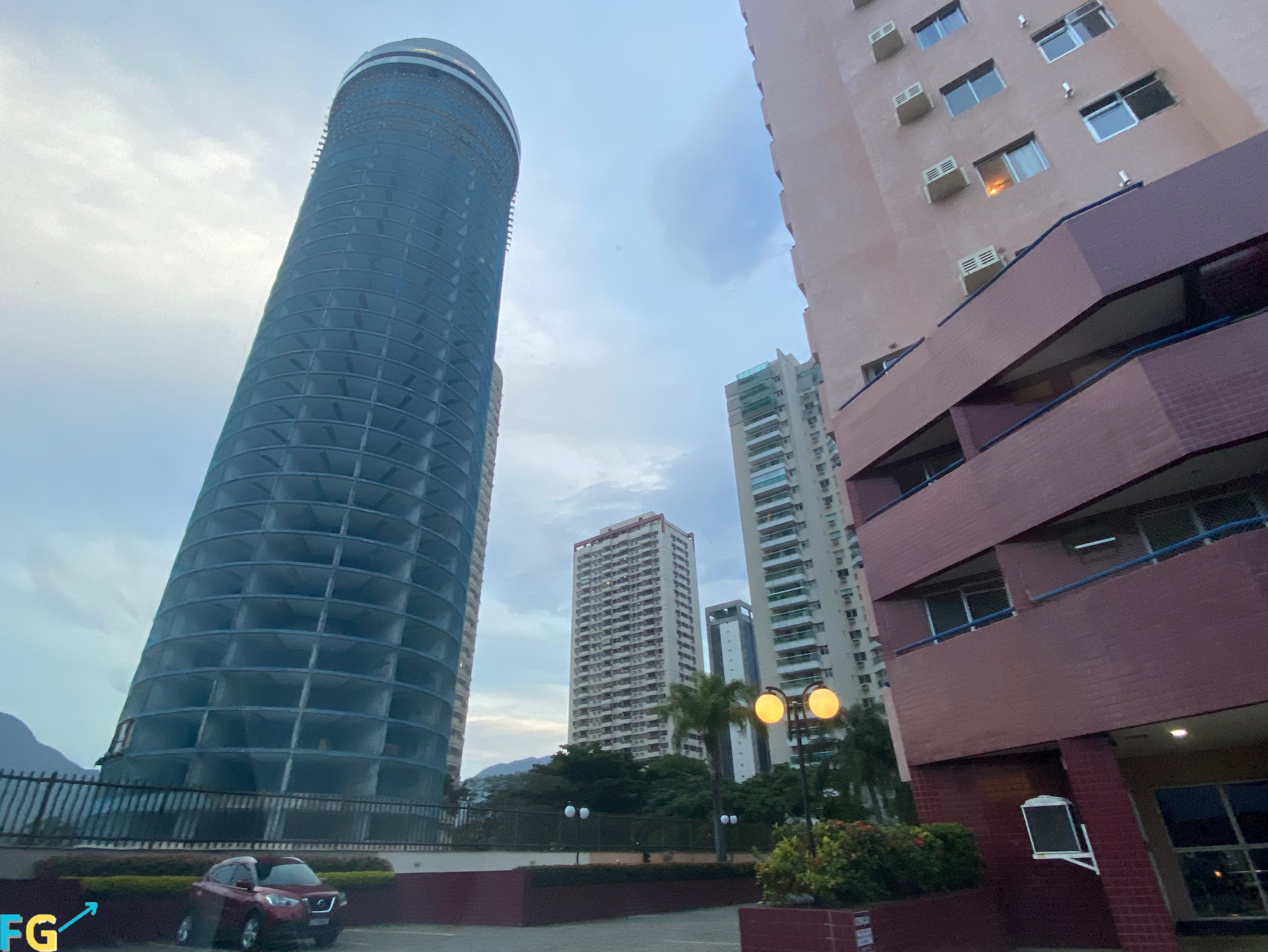
Torre Abraham Lincoln (futura Niemeyer 360) vista do estacionamento do condomínio Summer Coast

## Remanescentes
Com a redução do projeto original, a maior parte das terras de Múcio Athayde na Barra da Tijuca -- agora substancialmente valorizadas com o progresso do bairro -- acabou sendo negociada com outros empresários. Em uma parcela, trocada por um jornal em Brasília, Sérgio Naya construiu o Palace II e outros edifícios; outra foi recebida pelo incorporador Cláudio Macário em troca de cotas da TV Rio -- a empresa de Macário idealizou, no início da década de 1990, os condomínios Villa Borghese e San Filippo, que começaram a ser construídos pela Encol em regime de permuta. Nos anos 1970, com o objetivo de construir novos estúdios, a TV Globo recebeu de Athayde uma parcela de terreno na região em troca de espaço de propaganda para o Athaydeville; em 1980 esse terreno foi negociado por uma área maior em Jacarepaguá, onde foi construído o Projac.
A região do projeto continuou sendo chamada Athaydeville, até que lei municipal de 2003 renomeou seus dois trechos como Bosque Marapendi e Parque Lúcio Costa. Várias vias públicas da área, incluindo a Ponte Lúcio Costa, foram construídas pela Desenvolvimento Engenharia como parte do Athaydeville ou para valorização do conjunto.
Em 2012 o projeto artístico Paraíso Ocupado, dos artistas holandeses Wouter Osterholt e Elke Uitentuis, foi instituído com o objetivo de completar as obras da Torre H e restaurar os planos socialistas de Lúcio Costa para o empreendimento. O projeto incluía uma réplica virtual do prédio e um levantamento do contexto histórico do empreendimento.

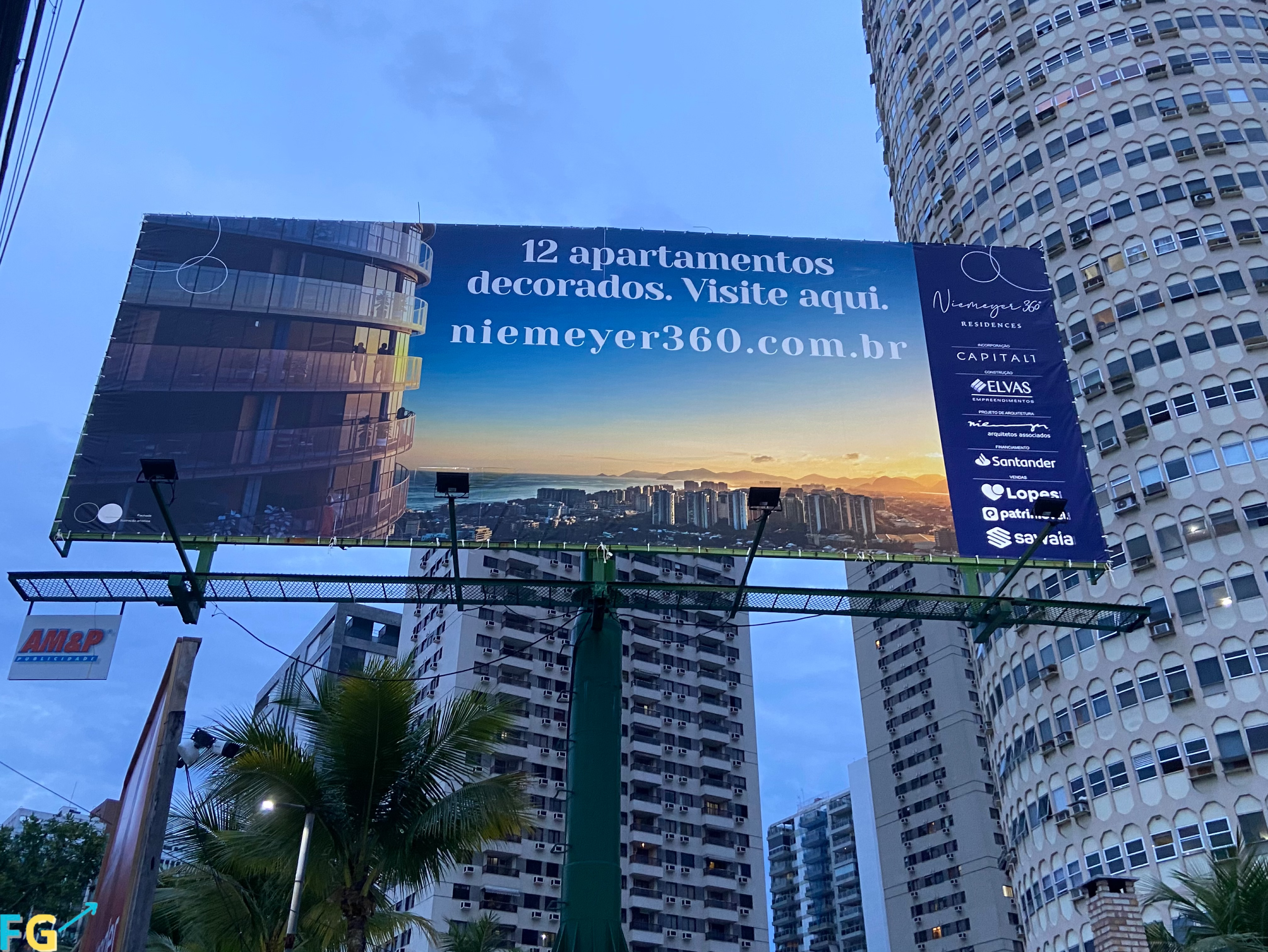
Outdoor da Niemeyer 360 na Avenida das Americas.